# Mind Twister
Pour plus de détails, voir Fiche technique et Distribution.
Mind Twister est un thriller érotique américain réalisé par Fred Olen Ray, écrit par Mark Thomas McGee, et produit par Luigi Cingolani et Smart Egg Pictures, sorti en 1994.
Après la sortie rentable de son précédent thriller érotique Désir fatal, Ray a vu le potentiel de ce genre sur le marché du direct-to-video et a dirigé la production d’un certain nombre de ces films du début au milieu des années 1990. Mind Twister a été projeté en salles pour les distributeurs à l’American Film Market de 1993. Il a été sélectionné et publié par VCI Home Video au début de 1994. Mind Twister est l’un des derniers rôles d’acteur de Telly Savalas avant sa mort la même année. Le film a été évalué par la plupart des critiques comme globalement inférieur à la moyenne.

## Synopsis
Le film se déroule à Los Angeles, après l’homicide brutal d’une danseuse exotique par un tueur inconnu. Heather, l’amie de la victime, soupçonne un psychiatre local, nommé Daniel Strahten, d’être le meurtrier. Elle se rend à son cabinet sous la couverture d’une patiente pour une thérapie dans le but de découvrir la vérité. Richard Howland, un détective chevronné de la police, enquête aussi sur l’affaire. Cependant, le véritable tueur est Lisa, la femme du Dr Strahten. Elle et son mari (qui sait déjà qu’elle est le tueur) soupçonnent Heather de ne pas être la personne qu’elle prétend. Ils enquêtent sur elle et complotent pour trouver l’occasion de la tuer elle aussi.

## Distribution
- Telly Savalas : Richard Howland
- Suzanne Slater : Heather Black
- Gary Hudson : Daniel Strahten
- Erika Nann : Lisa Strahten
- Richard Roundtree : Frank Webb
- Maria Ford : Melanie Duncan
- Nels Van Patten : Roy Gerard
- Angel Ashley : Harley Quinn
- Laurie Sherman : Kris
- Sam Hiona : Michael Kim
- Deborah Dutch : Sheila Harrison
- John Blyth Barrymore : le livreur de pizza
- Fred Olen Ray : le photographe
- Gus Savalas : détective #1
- Luigi Cingolani : détective #2
- Walter Calmette : le policier
- Carl DeForest : l’homme à la porte
- Justin Carroll : le jeune étalon
- Vincent Barbi : l’homme tenant Mutt
- Paula Raymond : Agnès
- Robert Quarry : Bob

## Production
Mind Twister a été réalisé par Fred Olen Ray et produit par Luigi Cingolani et sa société Smart Egg Pictures. Le scénario a été écrit par Mark Thomas McGee, qui avait collaboré avec Ray sur son précédent thriller érotique Désir fatal. Après le succès commercial de Désir fatal sorti directement en vidéo, Ray a vu le genre comme potentiellement lucratif pour les sociétés de films indépendants sur ce marché, le qualifiant de « moyen innovant pour les indépendants de réintégrer l’arène de la distribution avec moins d’argent risqué et des rendements plus sûrs ». Cela a conduit Ray à produire une série de thrillers érotiques du début au milieu des années 1990. Mind Twister a été produit avec un budget d’environ un million de dollars, ce qui en fait l’un des projets les plus chers de Ray pour ce genre de film. Il a été tourné au Lacy Street Production Center de Los Angeles en 1992. Gary Graver a été le directeur de la photographie.
Tanya Roberts, la star de Désir fatal, était initialement prévue pour le rôle féminin principal, mais elle a abandonné le projet. Le réalisateur Jim Wynorski, un collègue de Ray, a suggéré Suzanne Slater, avec qui il avait travaillé sur le film d'horreur Chopping Mall quelques années plus tôt. Slater a obtenu le rôle après sa deuxième lecture du script. Mind Twister était l’un des derniers rôles de Telly Savalas avant sa mort,. La scène d’ouverture, avec la mort du personnage Sheila Harrison s’écrasant à travers une fenêtre met en vedette l’actrice Deborah Dutch, qui a convaincu Ray de lui permettre d’effectuer la cascade elle-même en une seule prise. D’autres rôles secondaires ont été donnés aux acteurs vétérans Robert Quarry et Paula Raymond. Quarry est apparu dans de nombreux films réalisés par Ray avant et après la sortie de Mind Twister. Le film est le dernier rôle à l’écran de Raymond avant qu’elle ne prenne sa retraite. Ray a déclaré qu’il avait à un moment été en contact avec l’acteur à la retraite Gordon Scott pour qu’il apparaisse dans le film.

## Versions
Afin de trouver un distributeur américain, Mind Twister a été projeté en salles le 27 février 1993 à l’American Film Market annuel à Santa Monica. VCI Home Video a sorti le film en VHS en mars 1994. Il a connu deux versions, une version non classifiée « Red Hot Director’s Cut » d’une durée de 94 minutes et une autre version R-rated d’une durée de 87minutes, avec les scènes de sexe supprimées. Le monteur W. Peter Miller a expliqué que ces coupures ont été faites spécifiquement en raison de la scène de sexe entre Erika Nann et Suzanne Slater. L’équipe craignait que cela n’amène la MPAA à attribuer au film une classification NC-17 et à limiter davantage sa distribution aux États-Unis parmi les détaillants et les chaînes de location telles que Blockbuster.

## Réception critique
Dans l’ensemble, la réception critique a jugé Mind Twister inférieur à la moyenne. Glenn Kenny de Entertainment Weekly a donné un « C- » à Mind Twister, qualifiant le film de «thriller érotique standard crasse ». Il a fait l’éloge de Savalas comme ayant « oublié plus de choses sur le jeu d’acteur que la plupart de ses co-stars n’ont jamais connu » et a qualifié les tendances apparemment bipolaires de son personnage de « agréablement bouclées ». Le critique en ligne Dennis Schwartz a donné au film un « C » légèrement plus positif, appréciant son suspense et proclamant qu’il ne valait « la peine d’être vu que pour les fans de Telly Savalas » même avec son « scénario boiteux ». Les auteurs du magazine Psychotronic Video ont qualifié Mind Twister d'« insensé » et ont exprimé leur déception que ce soit l’un des derniers rôles d’acteur de Savalas.